# Отем Остин
Отем Остин (англ. Autumn Austin, род. 5 октября 1977, Калифорния) — американская порноактриса, лауреатка премии AVN Awards.

## Биография
Родилась 5 октября 1977 года (по другим данным — 19 августа 1981 года) в Калифорнии. Настоящее имя — Айви.
Дебютировала в порноиндустрии в 2002 году. Снималась для таких студий, как Wicked Pictures, Vivid, New Sensations, Club Jenna, Jules Jordan Video и других.
В 2003 году получила премию AVN Awards в номинации «лучшая групповая лесбийская сцена — видео» за роль в I Dream of Jenna вместе с Дженной Джеймсон и Никитой Дениз.
Ушла из индустрии в 2009 году, снявшись в 37 фильмах.

## Награды
- 2003 AVN Awards — лучшая групповая лесбийская сцена (видео) — I Dream of Jenna (вместе с Дженной Джеймсон и Никитой Дениз)[6]

## Избранная фильмография
- I Dream of Jenna 1 (2002)